# Santa Inês (Paraná)
Santa Inês, amtlich portugiesisch Município de Santa Inês, ist eine kleine Gemeinde im brasilianischen Bundesstaat Paraná. Der nördliche Teil des Munizips liegt am linken Ufer des Rio Paranapanema gegenüber dem Bundesstaat São Paulo. Es hat 1748 Einwohner (2022), die Santa-Ineenser genannt werden und auf einer Gemeindefläche von rund 156,9 km² leben. Die Entfernung zur Hauptstadt Curitiba beträgt 530 km. Erreichbar ist Santa Inês über die Staatsstraße PR-340.  Der Ort lebt von der Landwirtschaft. Er steht an drittletzter (397.) Stelle der 399 Munizipien des Bundesstaates, ein Drittel der Bevölkerung erhält Lebenshaltungszuschüsse durch die Bolsa Família.

## Toponymie
Der Ortsname leitet sich von dem Flussnamen Ribeirão Santa Inês ab, der in den Paranapanema entwässert. Das kleine Gewässer wiederum ist nach der heiligen Agnes von Rom benannt.

## Geographie

### Fläche und Lage
Die Gemeinde liegt in Nordparaná auf einer Höhe über Normalnull von 340 m, das Gelände ist flach. Seine Fläche beträgt 138 km².

### Vegetation und Klima
Das Biom zählt zur Mata Atlântica, das Klima ist regenreich.

### Nachbarmunizipien
|                       | Sandovalina (SP)                            | Pirapozinho (SP)          |
| Itaguajé (Norte Novo) | Kompassrose, die auf Nachbargemeinden zeigt | Santo Inácio (Norte Novo) |
|                       | Colorado (Norte Novo)                       |                           |

## Geschichte
Im 16. Jahrhundert stand das Gebiet unter dem Einfluss der etwas östlich gelegenen Jesuitenreduktion von San Inacio Miní (heute in Santo Inácio). Zur Zeit der Provinz Paraná im 19. Jahrhundert und Anfang des 20. Jahrhunderts war es völlig unterentwickelt.
Um 1940 lebten einige Dutzend Menschen am dortigen linken Flussufer des Paranapanema, 1947 erreichten mehrere Karawanen von Ansiedlungswilligen aus dem Bundesstaat São Paulo den Ort und begannen mit der Urbarmachung. Die Siedlungsparzellen wurden durch die Neuansiedler von der Grundstückseigentums- und Kolonisierungsgesellschaft Companhia Colonizadora Imobiliária de Catanduvas erworben. Das Territorium stand unter der Verwaltung der Gemeinde Itaguajé und wurde dort Anfang Januar 1961 zunächst zu einem Distrikt, erhielt aber bereits wenige Wochen später durch das Staatsgesetz Nr. 4.338 vom 25. Januar 1961 Stadtrechte. Die eigentliche Emanzipation erfolgte zum 3. Dezember 1961.